# Rhipidia leda
Rhipidia leda är en tvåvingeart som först beskrevs av Alexander 1945.  Rhipidia leda ingår i släktet Rhipidia och familjen småharkrankar.
Artens utbredningsområde är Peru. Inga underarter finns listade i Catalogue of Life.